# ディスプル
ディスプル（アッサム語: দিছপুৰ、英語: Dispur）は、インドのアッサム州の州都である。また、アッサム州の中心都市であるグワーハーティーの衛星都市でもある。人口は約534,872人（2011年）。

## 歴史
1972年のアッサム州の分割に伴い、それまでアッサム州の州都であったシロンが新しく誕生したメーガーラヤ州の州都になったため、代わってディスプルがアッサム州の州都になった。